# Дельтавятия
Дельтавятия (лат. Deltavjatia) — род парарептилий-анапсид из семейства Pareiasauridae, живших во времена пермского периода (татарская эпоха, 265,0—252,3 млн лет назад) на территории современной Кировской области (Россия).

## Этимология
Название рода Deltavjatia образовано от греческой буквы дельта из-за формы черепа представителей и реки Вятки, возле которой был найден ископаемый материал.

## Описание
Дельтавятии были мельче других представителей семейства и достигали в длину только 2 м. Вели стадный образ жизни и питались растениями, в основном водорослями, выцеживая их из воды.
Предполагается, что дельтавятии, подобно современным амфибиям, впадали в спячку в засушливый сезон, закапываясь в глину. На берегу реки Вятка около города Котельнич находится огромное захоронение остатков дельтавятии, по оценкам там может находиться до десяти тысяч скелетов.

## История изучения
В 1937 году Александра Паулиновна Гартман-Вейнберг описала двух представителей семейства Pareiasauridae по ископаемым остаткам, найденным в Урпаловской формации близ города Котельнича на реке Вятке:
- Anthodon rossicus по голотипу PIN 2212/2, представляющим из себя череп без нижней челюсти, видовое название дано в честь России;
- Pareiasuchus vjatkensis по голотипу PIN 2212/1 — черепу и нижней челюсти, видовое название дано по реке Вятке.

В 1940 году Иван Антонович Ефремов из того же набора ископаемых остатков Урпаловской формации (но без выделения голотипа) описал вид Anthodon chlynoviensis.
В монографии М. Ф. Ивахненко о парарептилиях СССР 1987 года Pareiasuchus vjatkensis выделен в новый род Deltavjatia на основании отличий в форме черепа, остеодермальных «щёк» и выростов на них; в качестве автора нового таксона указан О. А. Лебедев.
В 2000 году Майкл Ли синонимизировал Anthodon chlynoviensis с Deltavjatia vjatkensis. В 2013 году Линда Цудзи перенесла вид Anthodon rossicus в род Дельтавятия и синонимизировала с ним вид Pareiasuchus vjatkensis. После этого в роде остался только один валидный вид — Deltavjatia rossicus.

## Таксономия
По данным сайта Paleobiology Database, на август 2019 года в род включают один вымерший вид Deltavjatia rossicus (Hartmann-Weinberg, 1937), в синонимику которого входят 4 биномена:
- Anthodon chlynoviensis Efremov, 1940
- Anthodon rossicus Hartmann-Weinberg, 1937
- Deltavjatia vjatkensis (Hartmann-Weinberg, 1937)
- Pareiasuchus vjatkensis Hartmann-Weinberg, 1937